# Micrurus averyi
Espèce
Micrurus averyi est une espèce de serpents de la famille des Elapidae. 

## Répartition
Cette espèce se rencontre :
- au Guyana ;
- au Brésil, dans les États d'Amazonas et du Pará.

## Description
Dans sa description, Schmidt indique que le spécimen en sa possession mesure 67 cm dont 6 cm pour la queue.

## Étymologie
Cette espèce est nommée en l'honneur de Sewell Avery (en), un homme d'affaires américain à l'origine de l'expédition qui a permis sa découverte.

## Publication originale
- (en) Schmidt, 1939 : A new coral snake from British Guyana. Zoological Series of Field Museum of Natural History, vol. 24, p. 45-47 (texte intégral).